# Maurizio Braghin
Maurizio Braghin (Biella, 17 luglio 1959) è un allenatore di calcio ed ex calciatore italiano, di ruolo difensore.

## Carriera

### Giocatore
Ha giocato in Serie C nella Biellese e nel Varese, con cui conquista una promozione in Serie B nel 1980. Dopo altre due stagioni da titolare a Varese, approda all'Avellino, con cui esordisce in Serie A il 12 settembre 1982 nella sconfitta per 4-1 sul campo del Torino. Già in ottobre, tuttavia, l'Avellino lo restituisce al Varese, dove disputa un ulteriore campionato di Serie B. Seguono tre stagioni alla Triestina, sempre in cadetteria.

Braghin (in piedi, terzo da sinistra) all'Avellino nel 1982

Nel 1986 è coinvolto nel Totonero-bis, e subisce una condanna a tre anni. Nel 1989 ritorna a giocare, ingaggiato dal Piacenza in Serie C1: inizialmente frenato da problemi di peso dovuti al lungo stop, riguadagna gradualmente il posto da titolare e con gli emiliani disputa due stagioni conquistando, nella seconda, la promozione in Serie B. Tuttavia non viene riconfermato, e passa alla Carrarese in Serie C2, dove ottiene una nuova promozione.
In carriera ha totalizzato complessivamente 4 presenze in Serie A e 191 presenze e 9 reti in Serie B.

### Allenatore
Una volta appese le scarpette la chiodo ha ottenuto il patentino di allenatore. Dal 1996 guida la Primavera del Piacenza e, nella stagione 1999-2000, la prima squadra, in coppia con Daniele Bernazzani dopo l'esonero di Luigi Simoni. Successivamente siede sulle panchine di Pro Vercelli, Rodengo Saiano, Pergocrema e Ivrea, da cui però viene esonerato pochi mesi dopo.
Torna per un biennio al Rodengo Saiano, nel frattempo salito in Serie C2, incassando però un nuovo esonero. Nel luglio 2010 passa ad allenare la Pro Belvedere Vercelli (poi rinominata in Football Club Pro Vercelli 1892). Col suo nuovo club raggiunge dapprima la promozione in Prima Divisione grazie al ripescaggio, poi la promozione in Serie B dopo aver battuto ai play-off il Taranto e, in finale, il Carpi.
Il 15 ottobre 2012 viene esonerato dalla guida tecnica della squadra dalla società piemontese e sostituito da Giancarlo Camolese. Il 3 gennaio 2013 viene richiamato sulla panchina vercellese. Non riuscì a evitare la retrocessione della squadra dalla Serie B alla C in quanto la squadra arrivò penultima con 33 punti e retrocesse alla terz'ultima giornata di campionato perdendo 3-1 allo Stadio Marcantonio Bentegodi di Verona contro l'Hellas (che all'ultima giornata invece venne promosso in Serie A).
La Pro riuscì comunque a risalire in B l'anno successivo ma non con Braghin in panchina. Il 5 giugno 2013 viene nominato nuovo allenatore della Carrarese, incarico da cui viene sollevato il 5 novembre dello stesso anno. Il 30 ottobre 2014 viene chiamato sulla panchina del Lumezzane al posto dell'esonerato Paolo Nicolato. Il 12 marzo 2015 venne a sua volta esonerato.
Il 14 marzo 2016 diviene allenatore del Savona in Lega Pro. Dopo essere rimasto alla guida del club ligure nonostante la retrocessione in Serie D, il 26 settembre seguente rescisse consensualmente il contratto che lo legava agli Striscioni. Il 30 ottobre 2017 viene chiamato ad allenare la Biellese in Eccellenza.
Il 3 luglio 2022 viene annunciato come nuovo allenatore del Citta' di Cossato, iscritta al campionato piemontese di Eccellenza. A dicembre 2023, dopo la sconfitta contro il Bule' Bellinzago e con la squadra nelle sabbie mobili della classifica, presenta le dimissioni.

## Statistiche

### Presenze e reti nei club
| Stagione         | Squadra          | Campionato       | Campionato | Campionato | Coppe nazionali | Coppe nazionali | Coppe nazionali | Totale | Totale |
| Stagione         | Squadra          | Comp             | Pres       | Reti       | Comp            | Pres            | Reti            | Pres   | Reti   |
| ---------------- | ---------------- | ---------------- | ---------- | ---------- | --------------- | --------------- | --------------- | ------ | ------ |
| 1977-1978        | Biellese         | C                | 32         | 1          | CI-S            | ?               | ?               | 32+    | 1+     |
| 1978-1979        | Biellese         | C1               | 30         | 3          | CI-S            | ?               | ?               | 30+    | 3+     |
| Totale Biellese  | Totale Biellese  | Totale Biellese  | 62         | 4          |                 | ?               | ?               | 62+    | 4+     |
| 1979-1980        | Varese           | C1               | 31         | 1          | CI-S            | ?               | ?               | 31+    | 1+     |
| 1980-1981        | Varese           | B                | 29         | 1          | CI              | 2               | 0               | 31     | 1      |
| 1981-1982        | Varese           | B                | 31         | 4          | CI              | 3               | 0               | 34     | 4      |
| lug.-ott. 1982   | Avellino         | A                | 4          | 0          | CI              | 5               | 0               | 9      | 0      |
| ott. 1982-1983   | Varese           | B                | 29         | 0          | CI              | 2               | 0               | 31     | 0      |
| Totale Varese    | Totale Varese    | Totale Varese    | 120        | 6          |                 | 7+              | 0+              | 127+   | 6+     |
| 1983-1984        | Triestina        | B                | 33         | 0          | CI              | 7               | 1               | 40     | 1      |
| 1984-1985        | Triestina        | B                | 32         | 4          | CI              | 3               | 1               | 35     | 5      |
| 1985-1986        | Triestina        | B                | 37         | 0          | CI              | 5               | 0               | 42     | 0      |
| lug.-set.1986    | Triestina        | B                | 0          | 0          | CI              | 2               | 0               | 2      | 0      |
| Totale Triestina | Totale Triestina | Totale Triestina | 102        | 4          |                 | 17              | 2               | 117    | 6      |
| 1989-1990        | Piacenza         | C1               | 29         | 4          | CI+CI-C         | 1+2             | 0+0             | 32     | 4      |
| 1990-1991        | Piacenza         | C1               | 19         | 1          | CI-C            | 7               | 1               | 26     | 1      |
| Totale Piacenza  | Totale Piacenza  | Totale Piacenza  | 48         | 5          |                 | 10              | 1               | 58     | 6      |
| 1991-1992        | Carrarese        | C2               | 16         | 0          | CI-C            | ?               | ?               | 16+    | 0+     |
| Totale carriera  | Totale carriera  | Totale carriera  | 352        | 19         |                 | 39+             | 3+              | 391+   | 22+    |

## Palmarès

### Giocatore
- Campionato italiano Serie C1: 2

Varese: 1979-1980 (girone A)
Piacenza: 1990-1991 (girone A)